# Maxillaria muelleri
Maxillaria muelleri är en orkidéart som beskrevs av Eduard August von Regel. Maxillaria muelleri ingår i släktet Maxillaria och familjen orkidéer.
Artens utbredningsområde är Colombia. Inga underarter finns listade i Catalogue of Life.